# Agnes Howard
Agnes Howard, född Tilney 1477, död 1545, var en engelsk adelskvinna. Hon var fostermor till drottning Katarina Howard, och spelade en viktig roll för drottningen då hon underkastades förhör och tvingades delta i processen mot henne.

## Biografi
Agnes Howard var dotter till Hugh Tilney of Skirbeck and Boston och Eleanor Tailboys, och gifte sig 1497 med Thomas Howard, 2:e hertig av Norfolk i hans andra äktenskap. Hon blev styvmor till Thomas Howard, 3:e hertig av Norfolk, och mor till William Howard, 1:e baron Howard av Effingham.
Agnes Howards make gjorde en framgångsrik karriär i hovet, vilket gav även henne möjlighet att medverka i många viktiga händelser där. Hon närvarade när Katarina av Aragonien gifte sig med prins Arthur 1501, ingick i det följde som eskorterade Margareta Tudor till dennas bröllop med Skottlands kung 1503, blev gudmor till Maria I av England 1516, och deltog vid statsbesöket i Frankrike 1520. Hon fortsatte att delta i hovlivet även sedan hon blev änka 1524, och hade högsta rang bland kvinnorna vid drottningens hushåll efter drottningen själv och kungens syster Maria Tudor. När hennes styvsons dotter Anne Boleyn blev drottning bar hon dennas släp vid kröningen 1533, och blev gudmor till Elisabet I av England samma år.
Enligt seden vid denna tid hade Agnes Howard vårdnad om en mängd adliga barn som uppfostrades i hennes hushåll i Horsham och Lambeth. Det var stora hushåll med hundratals personer. Bland dessa fanns hennes styvsons dotter, den senare drottningen Katarina Howard. Eftersom Agnes Howard så ofta deltog i hovlivet var hon sällan närvarande för att hålla uppsikt över dessa ungdomar. Katarina Howard placerades vid hovet som hovfröken hos drottning Anna av Kleve i januari 1540. När kungen blev förälskad i Katarina Howard, uppmuntrade Agnes och hennes styvson förbindelsen. Kungen gifte sig med Katarina Howard i juli 1540. Agnes Howard fick Katarina att anställa sin tidigare älskare Francis Dereham i sin tjänst.
Katarina Howard greps för äktenskapsbrott 1 november 1541. Hon anklagades initialt för att ha haft samlag med Francis Dereham i Agnes Howards hushåll. Agnes Howard kommenterade att om Katarina inte hade varit otrogen under äktenskapet, kunde hon inte avrättas för vad som hade ägt rum före det. När utredningen visade att Katarina hade haft samlag med Thomas Culpeper under äktenskapet kom dock saken i ett annat ljus. Dereham greps, och Agnes Howards hem genomsöktes och hennes personal förhördes under ledning av hennes styvson hertigen av Norfolk. När hennes personal uppgav att Agnes hade bränt brev från Dereham blev hon själv gripen och underkastades förhör i Towern.
Agnes Howard medgav att hon hade känt till att Katarina Howard och Francis Dereham hade haft ett förhållande och trots detta hade låtit henne gifta sig med kungen; att hon övertalat Katarina att anställa Dereham vid hovet; och att hon hade förstört Derehams brev. Agnes Howard blev liksom hennes son, svärdotter, döttrar och flera medlemmar av hennes hushåll i december 1541 dömda till fängelse och konfiskation av egendom för att ha gett sitt stöd till äktenskapet mellan kungen och Katarina Howard trots att de varit medvetna om att Katarina inte varit oskuld. Hennes styvson hertigen av Norfolk tog officiellt avstånd från dem från att själv slippa straff. Kungen önskade att Agnes Howard skulle åtalas för förräderi, men gick med på rådets begäran att visa mildhet på grund av hennes höga ålder och dåliga hälsotillstånd. Katarina Howard avrättades i februari 1542. Agnes Howard och hennes medfångar släpptes i maj samma år.